# Степан Хаусер
Степан Хаусер (хорв. Stjepan Hauser, [stjêpaːn xǎuser], 15 червня 1986, Пула, СР Хорватія) — хорватський віолончеліст. Разом з віолончелістом Лукою Шуличем заснував дует «2Cellos».

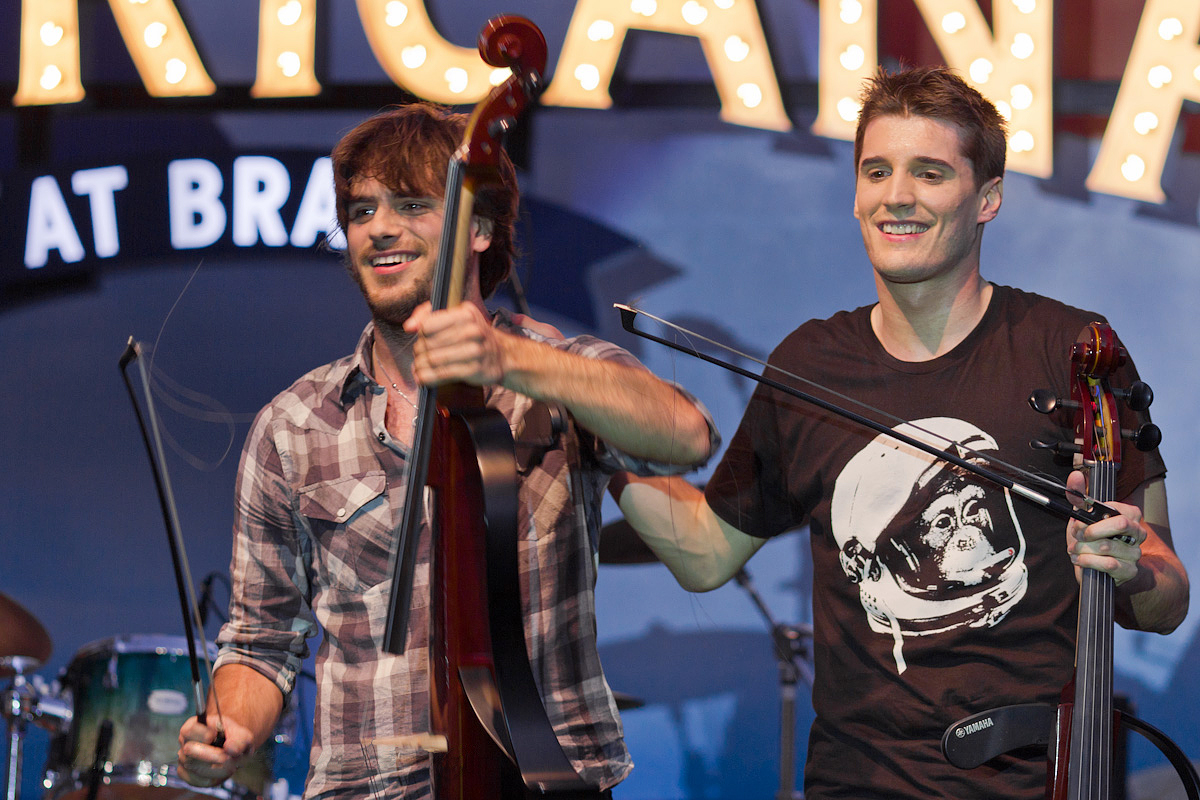
Дует «2Cellos»

## Біографія
Степан Хаусер походить з сім'ї музикантів та має сестру, яка є журналісткою. Початкову музичну освіту здобув у рідній Пулі, а до середньої школи ходив у Рієці. Потім навчався в Лондонському університеті, аспірантуру закінчив у Манчестері, і, нарешті, стажувався у Сполучених Штатах в американського віолончеліста Бернарда Грінгауса.
До свого двадцятиліття він був 21 раз нагороджений першими призами на окружних, державних та міжнародних конкурсах, виступав у більше ніж 40 країнах на всіх континентах, зокрема у лондонських залах Вігмор холі, Альберт-холі та Королівському фестивальному холі, у амстердамському Концертгебау та багатьох інших. Окрім надзвичайної техніки, він також відомий пристрасним способом гри всім тілом.

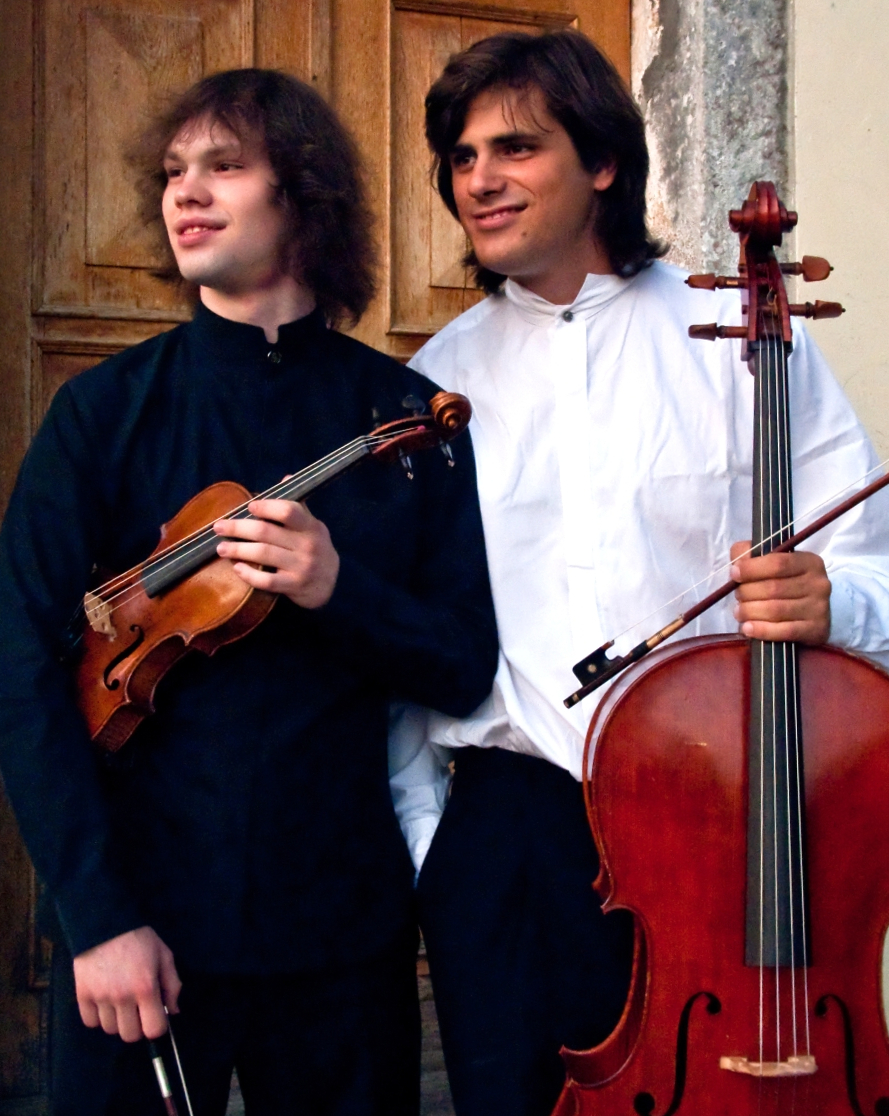
Марко Граціані та
Степан Хаусер

У 2006 році разом з словенською скрипалькою Ланою Тротовшек і японською піаністкою Йоко Місумі організував класичне фортепіанне тріо — «Гринвіцьке тріо».
У 2011 році Степан Хаусер разом з товаришем Лукою Шуличем заснували віолончельний дует «Два чельо» (2Cellos). Дует аранжував та записав музичні композиції з репертуару сучасних музикантів Майкла Джексона, Guns N' Roses, Muse та U2. 14 червня 2011 року компанія звукозапису Sony Music випустила альбом «Два чельо» з такими піснями як «Де вулиці не мають назви» (Where the Streets Have No Name гурту U2), «Гладкий злочинець» (Smooth Criminal, Майкл Джексон), «Ласкаво просимо до джунглів» (Welcome to the Jungle, Guns N 'Roses) тощо.

## Нагороди та відзнаки
- 2014 — Орден хорватської ранкової зірки з обличчям Марка Марулича — за особливий внесок у культуру та популяризацію Хорватії у світі.[4]